# Абомс Андріс Робертович
Андріс Робертович Абомс (латис. Andris Aboms) — тракторист колгоспу «Пенкуле» Добельського району Латвійської РСР, Герой Соціалістичної Праці (1973). Депутат Верховної Ради Латвійської РСР 9-го-11-го скликань (1975—1990), Заслужений наставник працюючої молоді Латвійської РСР.

## Біографія
Народився 6 січня 1938 року в Латвії. Латиш. Одержав неповну середню освіту. Працювати в колгоспі почав у 15-річному віці. Із 1953 року працював у місцевому колгоспі.
Закінчив курси трактористів, після чого з 1958 року працював у колгоспі «Пекуле» Добельського району Латвійської РСР. Член КПРС із 1970 року. Трудові досягнення Абомса в період виконання восьмого п'ятирічного плану розвитку народного господарства СРСР отримали високу професійну оцінку. 8 квітня 1971 року нагороджений орденом Леніна.
Указом Президії Верховної Ради СРСР від 12 грудня 1973 року «за великі успіхи, досягнуті у Всесоюзному соціалістичному змаганні, і проявлену трудову доблесть у виконанні прийнятих зобов'язань щодо збільшення виробництва і продажи державі зерна, картоплі, цукрових буряків та інших продуктів землеробства» в 1973 році Абомсу Андрісу Робертовичу надано звання Героя Соціалістичної Праці з врученням ордена Леніна та золотої медалі «Серп і Молот».
Обирався кандидатом у члени ЦК КП Латвії.
15 червня 1975 року обраний депутатом Верховної Ради Латвійської РСР від Бенського виборчого округу Добельського району. Входив до складу 9, 10 і 11 депутатських скликань.
Проживав у Добельському районі.
Помер у 1992 році.

## Нагороди та почесні звання
- 2 ордена Леніна (8 квітня 1971; 12 грудня 1973).
- Медаль «Серп і Молот» (12 грудня 1973).
- Медаль «За трудову відзнаку» (23 червня 1966).
- Грамота Президії Верховної Ради СРСР (12 грудня 1973).
- Заслужений наставник працюючої молоді Латвійської РСР.